# الترياثلون في الألعاب البارالمبية الصيفية 2020
أقيمت منافسات الترياثلون البارالمبي في دورة الألعاب البارالمبية الصيفية 2020 في طوكيو باليابان في منتزه أودايبا البحري. وكانت هذه هي المرة الثانية التي يجدول فيها الترياثلون البارالمبي في الألعاب البارالمبية. شملت المنافسات 8 مسابقات (4 لكلا من الرجال والنساء)؛ بزيادة مسابقتين عن تلك التي جرى التنافس عليها سابقاً في الألعاب البارالمبية الصيفية 2016.
يتألف مسار السباق من سباحة 750 م وركوب دراجات 20 كم وجري 5 كم، أقيم جزء السباحة من السباق في خليج أودايبا، بينما جالت مسارات ركوب الدراجات والجري عبر منطقة ويست بروميناد في أودايبا، والتي تضم شلالات وحدائق عامة.
تأجلت الألعاب الأولمبية والبارالمبية الصيفية 2020 إلى 2021 بسبب جائحة كوفيد-19. أقيمت دورة 2020 بنفس الاسم في 24 أغسطس حتى 5 سبتمبر 2021.

## التأهل
كان هناك 80 مكاناً للمؤهلين في سباقات الترياثلون البارالمبي (36 رجل و36 سيدة و8 مستقلين). بدأت فترة التأهل البارالمبية في 28 يونيو 2019 وتوقفت لفترة في 16 مارس 2020 بسبب جائحة كوفيد-19 التي تسببت في تأجيل دورة الألعاب البارالمبية الصيفية 2020 إلى أغسطس 2021، وانتهت فترة تصنيف التأهيل في 15 يوليو 2021.
خُصص مكان تأهيل للجنة الوطنية البارالمبية وليس للرياضي المستقل، ومع ذلك في دعوة اللجنة الثنائية خُصص المكان للرياضي المستقل وليس للجنة الوطنية البارالمبية.
يمكن للجنة الوطنية البارالمبية تخصيص مكانين كحد أقصى لكل حدث ميدالية و/أو ستة عشر رياضياً كحد أقصى في المجموع.
يحصل أفضل تسعة رياضيين من الرجال أو السيدات على مكان تأهيل واحد في كل حدث ميدالية وفقاً لقائمة تصنيف تأهيل البارالمبية للاتحاد الدولي للترايثلون.
|       | PTWC | PTS2 | PTS4 | PTS5 | PTVI | المجموع |
| ----- | --- | --- | --- | --- | --- | ------- |
| رجال  | أستراليا · النمسا · فرنسا · فرنسا · إيطاليا · إيطاليا · اليابان · تونس                                     | — | البرازيل · الصين · كرواتيا · فرنسا · بريطانيا العظمى · اليابان · RPC · إسبانيا · الولايات المتحدة · الولايات المتحدة | أستراليا · النمسا · البرازيل · البرازيل · كندا · فرنسا · ألمانيا · بريطانيا العظمى · إسبانيا · الولايات المتحدة           | أستراليا · فرنسا · فرنسا · بريطانيا العظمى · اليابان · إسبانيا · إسبانيا · أوكرانيا · الولايات المتحدة                           | 80      |
| سيدات | أستراليا · أستراليا · البرازيل · فرنسا · إيطاليا · اليابان · المكسيك · هولندا · إسبانيا · الولايات المتحدة | فنلندا · بريطانيا العظمى · إيطاليا · اليابان · RPC · إسبانيا · الولايات المتحدة · الولايات المتحدة · الولايات المتحدة | — | كندا · فرنسا · بريطانيا العظمى · بريطانيا العظمى · المجر · اليابان · RPC · أوكرانيا · الولايات المتحدة · الولايات المتحدة | أستراليا · كندا · فرنسا · بريطانيا العظمى · بريطانيا العظمى · إيطاليا · اليابان · أوكرانيا · الولايات المتحدة · الولايات المتحدة | 80      |

## جدول المنافسات
بدأت جميع المنافسات في الساعة 6:30 صباحاً وانتهت في الساعة 11:10 صباحاً (بالتوقيت القياسي الياباني ت ع م+09:00)
| ح.ف | حفل الافتتاح | ● | مسايقات النهائيات | ح.خ | حفل الختام |

| الثلاثاء 24 أغسطس | الأربعاء 25 أغسطس | الخميس 26 أغسطس | الجمعة 27 أغسطس | السبت 28 أغسطس | الأحد 29 أغسطس | الاثنين 30 أغسطس | الثلاثاء 31 أغسطس | الأربعاء 1 سبتمبر | الخميس 2 سبتمبر | الجمعة 3 سبتمبر | السبت 4 سبتمبر | الأحد 5 سبتمبر | الميداليات الذهبية |
| ----------------- | ----------------- | --------------- | --------------- | -------------- | -------------- | ---------------- | ----------------- | ----------------- | --------------- | --------------- | -------------- | -------------- | ------------------ |
| ح.خ               |                   |                 |                 | •              | •              |                  |                   |                   |                 |                 |                | ح.ف            | 8                  |

## ملخص الميداليات

### جدول الميداليات
*   البلد المضيف ( اليابان)
| المرتبة | NPC              | ذهبية | فضية | برونزية | المجموع |
| ------- | ---------------- | ----- | ---- | ------- | ------- |
| 1       | الولايات المتحدة | 3     | 2    | 0       | 5       |
| 2       | إسبانيا          | 1     | 1    | 2       | 4       |
| 3       | بريطانيا العظمى  | 1     | 1    | 1       | 3       |
| 4       | فرنسا            | 1     | 0    | 1       | 2       |
| 5       | ألمانيا          | 1     | 0    | 0       | 1       |
| 5       | هولندا           | 1     | 0    | 0       | 1       |
| 7       | إيطاليا          | 0     | 1    | 2       | 3       |
| 8       | اليابان*         | 0     | 1    | 1       | 2       |
| 9       | أستراليا         | 0     | 1    | 0       | 1       |
| 9       | النمسا           | 0     | 1    | 0       | 1       |
| 11      | كندا             | 0     | 0    | 1       | 1       |
| المجموع | المجموع          | 8     | 8    | 8       | 24      |

### الفائزون بالميداليات
| المسابقة | الفئة | الذهبية                                                 | الفضية                                                             | البرونزية                                          |
| -------- | ----- | ------------------------------------------------------- | ------------------------------------------------------------------ | -------------------------------------------------- |
| رجال     | PTWC  | يتزي بلات · هولندا                                      | فلوريان برونغرابر · النمسا                                         | جيوفاني أشينزا · إيطاليا                           |
| رجال     | PTS4  | ألكسيس هانكينكانت · فرنسا                               | هيديكي أودا · اليابان                                              | أليخاندرو سانشيز بالوميرو · إسبانيا                |
| رجال     | PTS5  | مارتن شولتز · ألمانيا                                   | جورج بيزجود · بريطانيا العظمى                                      | ستيفان دانييل · كندا                               |
| رجال     | PTVI  | الولايات المتحدة · براد سنايدر · الموجه: غريغ بيلينغتون | إسبانيا · هيكتور كاتالا لابارا · الموجه: غوستافو رودريغيز إغليسياس | اليابان · ساتورو يونيوكا · الموجه: تسوباكي كودايرا |
| سيدات    | PTWC  | كيندال غريتش · الولايات المتحدة                         | لورين باركر · أستراليا                                             | إيفا مورال · إسبانيا                               |
| سيدات    | PTS2  | أليسا سيلي · الولايات المتحدة                           | هيلي دانز · الولايات المتحدة                                       | فيرونيكا يوكو بلايباني · إيطاليا                   |
| سيدات    | PTS5  | لورين ستيدمان · بريطانيا العظمى                         | غريس نورمان · الولايات المتحدة                                     | كلير كاشمور · بريطانيا العظمى                      |
| سيدات    | PTVI  | إسبانيا · سوزانا رودريجيز · الموجه: سارة لوهير          | إيطاليا · آنا باربارو · الموجه: شارلوت بونين                       | فرنسا · أنوك كورزيلات · الموجه: سيلين بوسريز       |